# Cartellodes olivaria
Cartellodes olivaria är en fjärilsart som beskrevs av W. Warren 1905. Cartellodes olivaria ingår i släktet Cartellodes och familjen mätare. Inga underarter finns listade i Catalogue of Life.